# Lluís IX de Wittelsbach
Lluís IX de Wittelsbach o de Baviera dit el Ric (Burghausen, 23 de febrer de 1417 - Landshut, 18 de gener de 1479) (en alemany: Ludwig IX, Herzog von Bayern-Landshut) va ser duc de Baviera-Landshut (o Baviera-Landshut-Ingolstadt) des de 1450. Era fill d'Enric XVI el Ric i Margarida d'Àustria.

## Biografia
Lluís va succeir al seu pare el 1450. Va ser el segon dels tres famosos ducs rics, que van regnar a Baviera-Landshut al segle xv. La seva residència era el castell de Trausnitz a Landshut, una fortificació que tenia enormes dimensions.
Lluís va envair les ciutats imperials lliures de Dinkelsbühl i Donauwörth el 1458 i en endavant va disputar amb l'emperador Frederic III fins que la pau es va signar a Praga el 1463. El 1462 Lluís va derrotar en la batalla de Giengen al seu enemic Albert III, elector i marcgravi de Brandenburg, que tractava d'estendre la seva influència a Francònia. Lluís va expulsar del seu ducat a tots els jueus que van rebutjar el baptisme.
El 1472 Lluís va fundar la Ludwig-Maximilians-Universitat d'Ingolstadt, que es va traslladar a Landshut el 1800 i finalment a Múnic. En 1475 va organitzar a Landshut el casament del seu fill Jordi amb la princesa Eduvigis Jaguellon, una filla del rei Casimir IV de Polònia, en el que fou una de les festes més esplèndides de l'Edat Mitjana.

## Matrimoni i fills
El 21 de març de 1452 Lluís es va casar amb la princesa Amàlia de Saxònia (4 d'abril de 1436 - 19 d'octubre de 1501), filla de Frederic II, elector de Saxònia. Van tenir tres fills:
- Elisabet (vers 1453-1457)
- Jordi, duc de Baviera (15 d'agost de 1455-1 de desembre de 1503)
- Margarida (7 de novembre de 1456-25 de febrer de 1501), que es va casar el 21 de febrer de 1474 amb l'elector palatí Felip
- Anna (vers 1462-1462)